# Optimum climatique de l'Holocène
Pour les articles homonymes, voir Optimum climatique.

Reconstruction synthétique d'après plusieurs séries de données de la variation des températures durant l'Holocène. La période la plus récente est à droite, mais le réchauffement actuel ne figure pas sur le graphique.

L'optimum climatique de l'Holocène est une période de l'Holocène à l'existence et à la chronologie discutées, au cours de laquelle les températures moyennes de la planète auraient été un peu plus élevées qu'au cours des périodes précédente et suivante. Les séries de mesures géochimiques et biochimiques relevées en différents points du globe semblent montrer l'existence d'un tel optimum, mais celui-ci n'est pas confirmé par les modélisations numériques, dont les auteurs mettent en avant la possible existence de biais dans les relevés. En 2021, la controverse sur ce sujet n'était toujours pas résolue.

## Un optimum d'après les relevés
L'existence d'un optimum climatique au cours de l'Holocène est déduite de l'analyse des carottages sédimentologiques ou glaciologiques et des paléothermomètres (en),
L'optimum climatique de l'Holocène se manifeste par un accroissement des températures, jusqu'à 4 °C près du pôle Nord (une étude montre un réchauffement hivernal de 3 à 9 °C et un réchauffement estival de 2 à 6 °C au nord de la Sibérie centrale). L'Europe du Nord aurait connu un réchauffement, tandis que l'Europe du Sud se serait légèrement refroidie.
La variation des températures moyennes aurait diminué rapidement avec la latitude, et il n'y aurait eu que peu de changements aux basses et moyennes latitudes. Les récifs tropicaux montrent en effet des augmentations de température inférieures à 1 °C et la température de surface de l'océan près de la grande barrière de corail, il y a 5 350 ans, est supérieure de 1 °C, tandis que l'indicateur δ18O est supérieur de 0,5 ‰ par rapport aux valeurs actuelles. 
Les relevés montreraient une température moyenne mondiale plus élevée qu'actuellement (pondérée de la position en latitude et des variations saisonnières). Tandis que les températures des hautes et moyennes latitudes de l'hémisphère nord dépasseraient la moyenne en été, les tropiques et quelques parties de l'hémisphère sud seraient légèrement plus froids.
Sur 140 sites étudiés dans l'ouest de l'Arctique, 120 présenteraient des traces d'une température plus chaude que la température moyenne mondiale du vingtième siècle. Pour 16 sites pour lesquels des estimations quantitatives ont pu être faites, les températures auraient été à cette époque, en moyenne, de 1,6 ± 0,8 °C supérieures. Le long de la plaine côtière de l'Alaska, les indications laissent à penser que la température était 2 à 3 °C plus chaude qu'actuellement. L'Arctique aurait eu moins de glace que de nos jours.

### Carottes de glace
Une comparaison entre les profils isotopiques des prélèvements réalisés à la station Byrd, dans l'ouest de l'Antarctique (forage de 2 164 m en 1968) et ceux faits au Camp Century, dans le nord-ouest du Groenland, montre des traces de l'optimum climatique. Les corrélations indiquent que l'optimum climatique s'est produit aux deux endroits au même moment. Il en est de même pour la comparaison entre l'échantillon Dye 3 (en) de 1979, au Groenland, et le prélèvement de 1963 au Camp Century.
La calotte glaciaire Hans Tausen, située dans la Terre de Peary (nord du Groenland), est étudiée depuis des années eu égard à son intérêt quant à l'étude de l'optimum climatique. Son carottage montre que sa glace s'est formée il y a 3 500 à 4 000 ans, ce qui semble indiquer que la calotte glaciaire septentrionale a fondu lors de l'optimum climatique et qu'elle s'est reconstituée lorsque le climat est redevenu froid il y a 4 000 ans,.
La péninsule de Renland, dans le fjord de Scoresby Sund (est du Groenland), a toujours été séparée de la glace de l'intérieur des terres, mais les variations isotopiques trouvées dans le prélèvement de 1963 du Camp Century se retrouvent dans les carottes de glace de Renland, prélevées en 1985. La carotte de glace de 325 m de Renland couvre apparemment un cycle glaciaire complet de l'Holocène à l'interglaciaire Eémien.
De même, les carottes du GRIP et du NGRIP contiennent des marqueurs de l'optimum climatique à des dates très proches.

## Chronologie
Deux méta-études ont produit des résultats un peu différents. Selon Marcott 2013, l'optimum climatique de l'Holocène serait un plateau de températures élevées compris entre environ 8000 et 3000 av. J.-C.. Selon Kaufman 2020 toutefois, il s'agirait plutôt d'une pointe de température vers 4500 av. J.-C., encadrée par une période chaude allant d'environ 5000 à 4000 av. J.-C.,.
Au début de l'Holocène en Amérique du Nord et dans l'Atlantique Nord, la calotte glaciaire des Laurentides, qui avait tout juste commencé à fondre, aurait freiné la hausse des températures, ce qui contribuerait à expliquer que l'optimum climatique n'aurait commencé qu'après le début de l'Holocène.

## Pluviosité

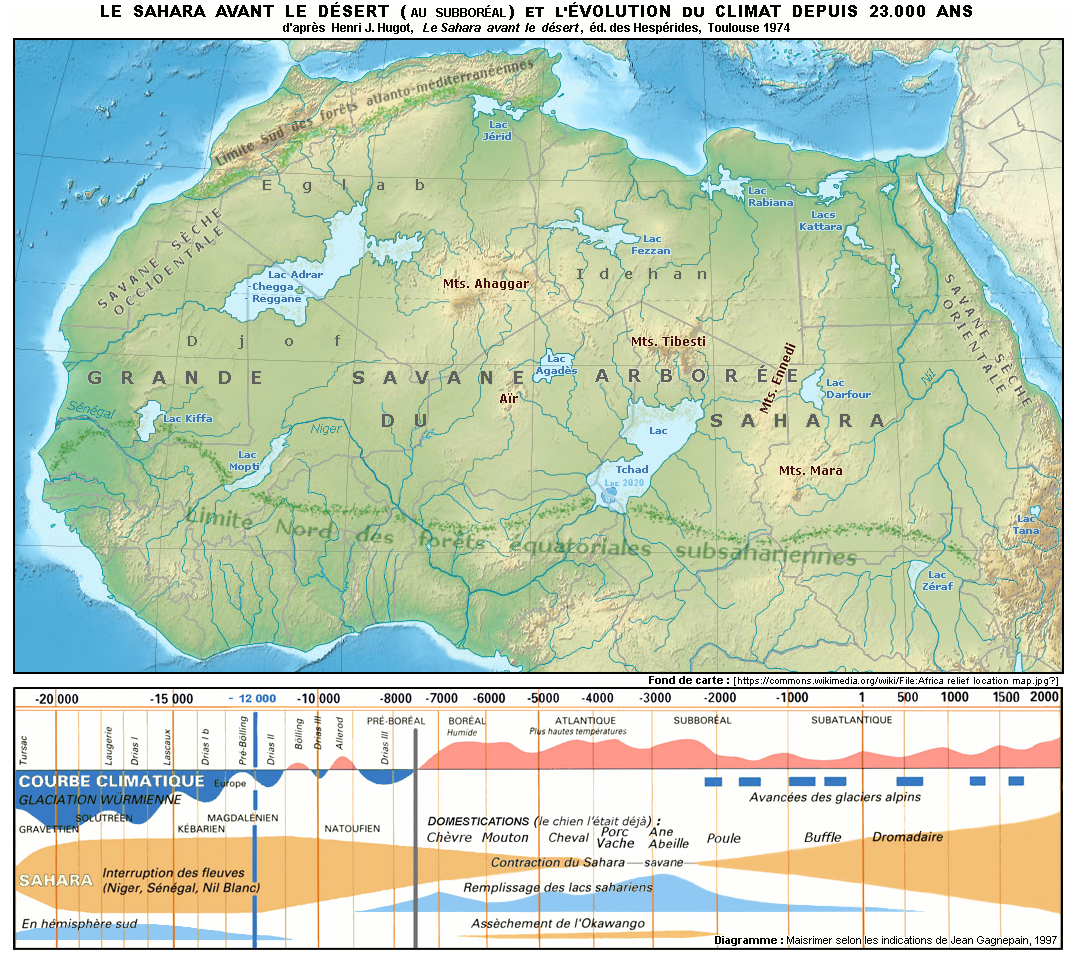
Le « Sahara vert » : la végétation était de type savane arborée et la faune, attestée par les restes fossiles et l'art rupestre, comprenait des autruches, des gazelles, des bovins, des girafes, des rhinocéros, des éléphants, des hippopotames, des crocodiles… On relie cet épisode humide à une inclinaison axiale plus élevée, le périhélie de la Terre coïncidant avec la fin juillet et donc la saison des moussons.

Les actuels déserts d'Asie centrale étaient couverts de forêts grâce aux précipitations et la ceinture des forêts tempérées de Chine et du Japon s'étendait plus au nord.
Les sédiments marins d'Afrique de l'Ouest ont enregistré les traces de la « dernière période pluviale du Sahara », une époque, entre 16 000 et 6 000 ans avant le présent, où le Sahara était beaucoup plus humide grâce à un renforcement de la mousson d'Afrique de l'Ouest, probablement dû aux variations orbitales liées à la précession des équinoxes. Le « Sahara vert » était parsemé de lacs et parcouru par une faune comprenant des crocodiles et des hippopotames. Ces sédiments semblent indiquer que l'entrée dans la période humide africaine, ainsi que sa sortie, se produisirent en quelques dizaines ou centaines d'années seulement, au lieu des périodes beaucoup plus longues précédemment envisagées,,. Certains auteurs ont supposé que l'homme aurait joué un rôle dans la modification de la végétation dans le nord de l'Afrique, il y a 8 000 ans, quand il a introduit des animaux domestiques qui ont éliminé une partie de la végétation par surpâturage, ce qui aurait contribué à la transition rapide vers les conditions arides du Sahara.
Bien qu'on n'observe pas de changements significatifs de température aux basses latitudes, d'autres changements climatiques sont signalés, comme des conditions beaucoup plus humides au Sahara, en Arabie, en Australie et au Japon, mais beaucoup plus sèches dans le désert du Kalahari, dans le Midwest américain et en Amazonie, ce qui suggère une circulation thermohaline océanique différente de l'actuelle.

## Causes possibles

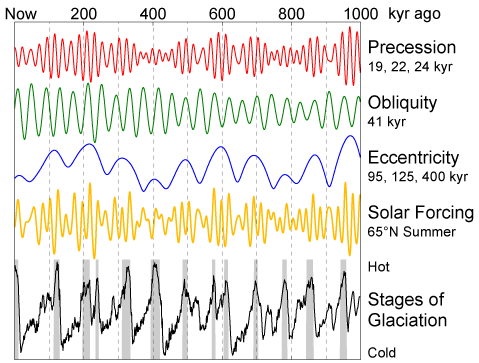
Cycles de Milankovitch.

Les principaux forçages (systèmes de causalité) climatiques à court et moyen terme sont les gaz à effet de serre, le rayonnement solaire, les éruptions volcaniques massives et les cycles orbitaux. Les cycles de Milankovitch affectent la quantité d'insolation reçue par la Terre selon les hémisphères et les saisons et ont été rapprochés des cycles glaciaires.
Il y aurait eu un réchauffement de l'hémisphère Nord lorsque l'inclinaison de l'axe de rotation terrestre était de 24° et que le moment où la Terre était au plus près du soleil (périhélie) correspondait à l'été dans l'hémisphère nord. Le calcul du forçage orbital prévoyait alors une irradiation solaire supérieure de 0,2 % (+40 W/m2) et un déplacement vers le sud de la zone de convergence intertropicale.

## Divergence des modèles numériques
En 2018 et en 2021, de nouveaux modèles numériques font apparaître l'optimum climatique de l'Holocène comme un artéfact dû à la non prise en compte des variations saisonnières des proxies de paléotempérature (en). La correction de ce biais, appliquée aux analyses des sédiments marins de diverses régions du monde de latitude inférieure à ±40°, établit une augmentation régulière de la température jusqu'à nos jours. Il reste à adapter la méthode aux latitudes supérieure à ±40° et vérifier si elle confirme ce nouveau modèle,.
Ces développements s'inscrivent dans le débat scientifique traditionnel entre, sur le plan méthodologique, les géochimistes et les modélisateurs et, sur le plan théorique, entre les « ponctualistes » et les « gradualistes ». C'est par le débat que la science avance.

### Vidéos
- « Climats extrêmes et analogues actuels : l'optimum holocène (suite) (1) - Edouard Bard (Collège de France, CEREGE Aix-en-Provence ; Chaire Évolution du climat et de l'océan (2020-2021)  Enseignement 2020-2021, cours au Collège de France du vendredi 26 février 2021 : Évolution de la température au cours de l'Holocène »
- « Série de cours du Collège de France sur l'Évolution du climat et de l'océan », sur www.youtube.com, par Edouard Bard, qui y aborde notamment l'holocène et l'optimum de l'holocène - YouTube